# اینگری تیلدوم
اینگری تیلدوم (انگلیسی: Ingri Aunet Tyldum؛ زادهٔ ۴ نوامبر ۱۹۸۳) اسکی‌باز صحرانوردی اهل نروژ است.